# Spezialisierte ambulante Palliativversorgung
Die Spezialisierte ambulante Palliativversorgung (SAPV) – für Kinder und Jugendliche Spezialisierte ambulante pädiatrische Palliativversorgung (SAPPV) – ist in Deutschland eine Leistung der gesetzlichen Krankenversicherung für schwerstkranke und sterbende Krankenversicherte. Damit diese Patienten trotz komplexen Behandlungsbedarfs in der häuslichen oder familiären Umgebung verbleiben können, wurde 2007 die gesetzliche Grundlage für den Anspruch auf leidensmindernde (palliative) medizinische und pflegerische Leistungen geschaffen. Damit soll dem Wunsch vieler Patienten entsprochen werden, bis zu ihrem Tod im vertrauten Umfeld bleiben zu können. Mit SAPV werden erkrankungsbedingte Krisensituationen aufgefangen, die sonst möglicherweise zu ungewünschten und belastenden Krankenhauseinweisungen führen würden. Dazu müssen die Leistungserbringer über entsprechende Weiterbildungen verfügen und eine 24-stündige Erreichbarkeit an sieben Tagen in der Woche gewährleisten.
Die Leistungen der SAPV sind nur unter bestimmten Voraussetzungen verordnungs- und abrechnungsfähig. Umfang und Art der Leistungen und Entgelte sind in den einzelnen Bundesländern uneinheitlich geregelt.

## Versorgungsempfänger und Leistungserbringer
Empfänger palliativer Versorgung sind Patienten, die an den Symptomen einer unheilbaren und in absehbarer Zeit zum Tode führenden Krankheit leiden. Solange sie sich in häuslicher Umgebung befinden, werden notwendige medizinische Behandlungen in der Regel durch den Hausarzt erbracht. Zum Teil übernehmen Angehörige die Pflege, oder sie werden von einem ambulanten Pflegedienst unterstützt.
Reicht die allgemeine ambulante Palliativversorgung (AAPV) zur Symptomlinderung nicht aus, kann der Hausarzt zusätzlich einen Arzt mit der 2003 eingeführten Zusatzweiterbildung für Palliativmedizin und/oder ein Palliative-Care-Team als SAPV-Leistungserbringer hinzuziehen. Dabei besteht im Sinne der Palliative Care die Zielsetzung in der Erhaltung und Verbesserung der Lebensqualität und Selbstbestimmung der Schwerstkranken sowie in der Unterstützung der Angehörigen beziehungsweise der vertrauten Personen. Palliativmediziner in Zusammenarbeit mit Palliativpflegefachkräften sowie Apotheker, Seelsorger, Physiotherapeuten und andere stellen eine teilweise oder vollständige Versorgung des Patienten sicher. Auch beratende und koordinierende Institutionen können entsprechende Leistungen erbringen und abrechnen.

## Rechtliche Grundlagen
Rechtsgrundlage ist § 37b des Fünften Buches Sozialgesetzbuch (SGB V). Weitere Rechtsgrundlagen sind die Richtlinie zur Verordnung von spezialisierter ambulanter Palliativversorgung des Gemeinsamen Bundesausschusses (GBA) vom 11. März 2008 und die Empfehlungen des Spitzenverbandes der Gesetzlichen Krankenversicherung (GKV) vom 23. Juni 2008.
Die SAPV soll das bestehende Angebot von Vertragsärzten, Krankenhäusern und Pflegediensten ergänzen. Für die Belange schwerkranker Kinder und Jugendlicher wurden separat Leistungsansprüche formuliert. Obwohl bei Kindern und Jugendlichen oft eine länger prognostizierte Lebenserwartung vorliegt, sind die Voraussetzungen für eine spezialisierte ambulante pädiatrische Palliativversorgung als Krisenintervention dennoch erfüllt.
Die spezialisierte Versorgung muss von einem Arzt verordnet werden. Anspruch auf Leistungen haben Versicherte, die an einer nicht heilbaren, fortschreitenden Erkrankung leiden, die das Leben des Patienten auf Monate begrenzt, und die zudem eine aufwändige, ambulant oder in stationären Einrichtungen zu erbringende, medizinische Versorgung benötigen. Daher haben unter anderen auch Bewohner von Pflegeheimen oder von Einrichtungen der Kinder- und Jugendhilfe Anspruch auf SAPV, und im stationären Hospiz kann auf dieser Grundlage neben dem Hausarzt bei Bedarf ein Palliativmediziner hinzugezogen werden. Krisenintervention wird insbesondere bei Kindern auch bei einer länger prognostizierten Lebenserwartung geleistet.
Für die meisten Bundesländer liegen Musterverträge als regional begrenzte allgemeingültige Abkommen zwischen Krankenkassen und Leistungserbringern vor. Sie bilden die Grundlage für die jeweiligen Einzel-Verträge der Leistungserbringer, die innerhalb dieser Region tätig werden wollen. Palliative-Care-Teams, die mit den Krankenkassen SAPV-Verträge geschlossen haben, können die Leistungen mit der jeweiligen Krankenkasse abrechnen.
Voraussetzungen für einen solchen Vertragsabschluss sind unter anderen die 24-stündige Erreichbarkeit des Dienstes an jedem Tag der Woche, nachgewiesene fachliche Qualifikation der Mitarbeiter und die Gewährleistung einer bestimmten materiellen Ausstattung, zu der auch ein „Notfallvorrat an Betäubungsmitteln für den unvorhersehbaren, dringenden und kurzfristigen Bedarf der Patienten nach § 5c BtMVV“ gehört.

## Geschichte

### Vorläuferprojekte
1986 wurde in Stuttgart in Form einer BGB-Gesellschaft der Onkologische Schwerpunkt Stuttgart gegründet, der sogenannte Brückenschwestern anstellte, um die häusliche Versorgung schwerkranker Tumorpatienten zu koordinieren und durchzuführen. Die ersten Stellen für Brückenschwestern wurden durch das Sozialministerium und den Krebsverband Baden-Württemberg finanziert; die Brückenpflege ist dort in die Regelversorgung mit eingegangen.
1995 wurde das Pflegeversicherungsgesetz verabschiedet, wonach grundsätzlich ambulanten vor stationären Leistungen der Vorzug zu geben ist. Daraufhin wurden weitere unterschiedliche Modellprojekte initiiert, um Schwerkranken im häuslichen Umfeld eine angemessene Versorgung zukommen zu lassen, darunter beispielsweise Home Care Berlin, die Krebsschmerzinitiative in Greifswald und SUPPORT in Göttingen. Nachweislich trugen alle Modellprojekte zu einer situativen Verbesserung von Patienten und ihrer Angehörigen bei und senkten dadurch die Zahl der Krankenhauseinweisungen. Da jedoch die Finanzierung der jeweiligen Modelle nicht über die Projektphase hinaus weitergeführt wurde, endeten die meisten nach wenigen Jahren.

### Entwicklung palliativer Versorgungsangebote
Die ersten gesetzlichen Rahmenvereinbarungen zur Hospiz- und Palliativversorgung 1998 betrafen die stationären Einrichtungen wie Hospize und Palliativstationen. Ab 2002 erhielt die ambulante Hospizarbeit als psychosoziale Begleitung sterbender Schwerkranker und ihrer Angehörigen einen gesetzlich geregelten Zuschuss von den Krankenkassen, wenn bestimmte Voraussetzungen erfüllt waren, wie z. B. die Leitung des Dienstes durch einen in Palliative Care weitergebildeten Koordinator. Mit der Gesundheitsreform 2007 und dem neu formulierten § 37b SGBV konnte jeder Versicherte mit besonders komplexem und schwierigem Versorgungsbedarf Anspruch auf eine spezialisierte Palliativversorgung erheben. Die gesetzlichen Vorgaben zur SAPV wurden 2008 durch Richtlinien des Gemeinsamen Bundesausschusses und 2009 durch Empfehlungen des GKV-Spitzenverbandes ergänzt.

### Etablierung der SAPV
2006 schlossen die Schmerztherapeuten und Palliativmediziner Thomas Nolte, Wiesbaden und Thomas Sitte, Fulda mit ihren PalliativNetzen die deutschlandweit ersten Verträge nach §§ 140a SGB V zur SAPV ab. Bis Ende 2008 wurden aber insgesamt nur sehr wenige Verträge zwischen Krankenkassen und Palliativmedizinern beziehungsweise Palliativpflegediensten  geschlossen. Statt der vorgesehenen 80 Mio. EUR wurden nur 0,54 Mio. EUR ausgegeben. Die Deutsche Gesellschaft für Palliativmedizin und das Bundesministerium für Gesundheit beklagten Verzögerungen der Krankenkassen; diese verwiesen auf fehlende Strukturen. Zum Teil setzten Patienten daher ihren Rechtsanspruch gegenüber den Krankenkassen vor Sozialgerichten durch. Für das Jahr 2011 hat das Bundesgesundheitsministerium  84,9 Millionen Euro als Ausgaben für ärztliche und pflegerische Leistungen in der SAPV angegeben. Inzwischen ist das Gesamtvolumen der reinen SAPV-Vergütungen auf über 642 Millionen Euro im Jahr 2021 angestiegen.
Zum 1. August 2009 waren bundesweit 30 SAPV-Verträge abgeschlossen, 65 befanden sich in Verhandlung. Keine Verträge gab es in den Bundesländern Baden-Württemberg, Berlin, Rheinland-Pfalz, Saarland und Sachsen. Zum 30. Juni 2010 stieg die Anzahl der Verträge auf 110 mit entsprechenden Leistungserbringern, zum 31. Dezember 2010 auf 123, zum 30. Juni 2011 auf 154 und zum 31. Dezember 2011 auf insgesamt 176 Verträge; die meisten der Verträge wurden kassenartenübergreifend geschlossen. Für die Versorgung von Kindern und Jugendlichen waren bis zum 31. Dezember 2011 insgesamt 11 Verträge ausgehandelt. In noch nicht abgeschlossener Verhandlung standen bis dahin 55 Verträge.
Mitte Oktober 2021 existierten über alle Bundesländer verteilt 401 Verträge zur SAPV, hiervon betrafen 36 Verträge die spezialisierte ambulante Palliativversorgung für Kinder, Jugendliche und junge Erwachsene. 2021 wurden für 151.464 Verordnungen (55 % Erstverordnung, 45 % Zweitverordnung) Leistungen zur SAPV alleine von den Gesetzlichen Krankenkassen in Höhe von über 795 Millionen Euro vergütet.

### Weitere Differenzierungen
Da sich zeigte, dass nur etwa 10–30 % aller Palliativpatienten eine spezialisierte Versorgung benötigen, legte die Kassenärztliche Bundesvereinigung Ende 2010 einen Entwurf für eine Allgemeine Ambulante Palliativversorgung (AAPV) vor; knapp zwei Jahre vorher hatten der Deutsche Hospiz- und PalliativVerband und die Deutsche Gesellschaft für Palliativmedizin eine gemeinsame Definition für AAPV veröffentlicht. 2011 schlossen sich Vertreter beider Verbände zu einer Arbeitsgruppe zusammen, um notwendige Strukturen einer AAPV zu beschreiben und auszubauen.  Danach sollten z. B. Ärzte und Pflegedienstleitungen, die in der AAPV tätig sind, über eine Basisqualifikation in Palliative Care verfügen.
Im Evaluationsbericht des Gemeinsamen Bundesausschuss von 2011 wurden verschiedene Kritikpunkte zur SAPV deutlich, beispielsweise dass die Belange von Kindern und Jugendlichen noch nicht angemessen berücksichtigt werden. Hier schlugen die Leistungserbringer eine eigenständige Spezialisierte ambulante pädiatrische Palliativversorgung (SAPPV) vor. Außerdem wurde eine klarere Abgrenzung der SAPV zur AAPV gewünscht und eine verbindliche Aussage, inwiefern bei dementiell und nicht-onkologisch erkrankten Menschen ein Anspruch auf SAPV besteht. Es fanden sich aber auch Hinweise, dass die Zahl unnötiger Arzneimittelverordnungen und Krankenhauseinweisungen reduziert werden konnte, wobei dies zum Teil der AAPV zugeschrieben wurde.